# Praia de Santo André (Santa Cruz Cabrália)

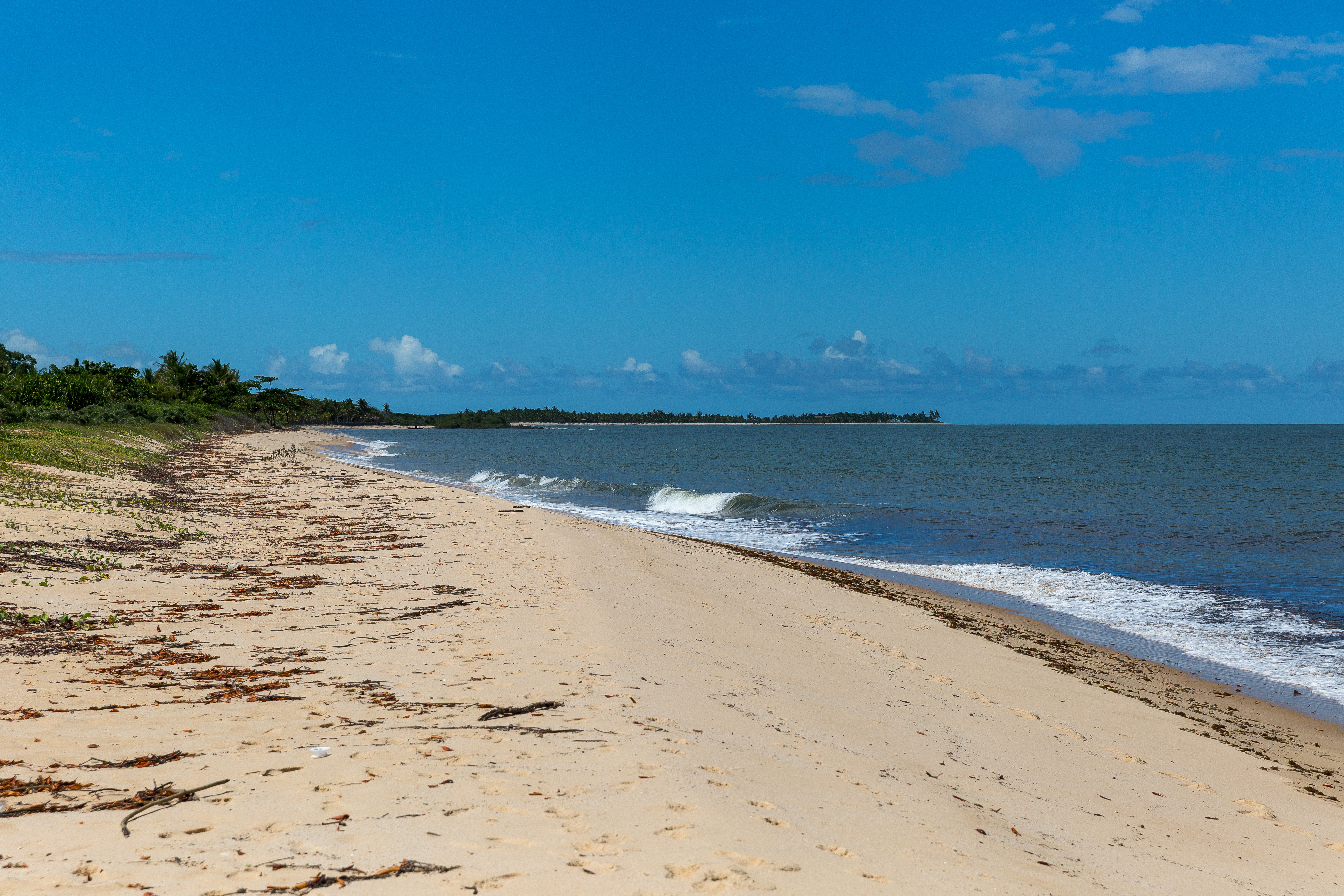
Praia de Santo André, localizada no vilarejo de Santo André na cidade de Santa Cruz Cabrália, Bahia - Brasil.

Santo André é um vilarejo de pouco mais de 800 habitantes a 26 km ao norte de Porto Seguro, Bahia. O acesso é feito por travessia a balsa que parte de Santa Cruz Cabrália pelo Rio João de Tiba, numa viagem de aproximadamente dez minutos. Possui 13 km de costa. É uma enseada com praias semivirgens, parte voltada para o rio, beirada por manguezais e parte voltada para o mar, orlada por um coqueiral. Área adequada para pesca e passeios marítimos. 
Santo André faz parte de uma área de proteção ambiental, "Ecossistema Manguezal" e também foi Campo de base da Seleção Alemã de Futebol durante a Copa do Mundo FIFA de 2014.